# Dự án Khí - Điện - Đạm Cà Mau
Dự án Khí - Điện - Đạm Cà Mau là một trong ba dự án kinh tế lớn giai đoạn 2000-2005 của Việt Nam (hai dự án còn lại là Thủy điện Sơn La và Nhà máy lọc dầu Dung Quất). Dự án này là dự án KCN lớn nhất miền Tây  và là công trình trọng điểm quốc gia  được Tổng công ty Dầu khí Việt Nam (Petrovietnam) làm chủ đầu tư. Dự án bao gồm việc xây dựng đường ống dẫn khí bằng thép dài 325 km (có 298 km đi ngầm dưới biển) đường kính ống 18 inch, dày 29,5 mm, công suất vận chuyển tối đa 20 tỷ m³ khí/năm đưa khí từ mỏ PM3 thuộc vùng chồng lấn (tiếng Anh: overlapping area) Việt Nam và Malaysia vào Khu công nghiệp Khánh An ở huyện U Minh, Cà Mau để cấp cho hai nhà máy nhiệt điện và một nhà máy sản xuất phân đạm ure. Hai nhà máy điện có công suất tổng cộng là 1500 MW và nhà máy đạm (urea) có công suất 800.000 tấn/năm. Tổng vốn dự kiến lên đến 100,4 tỷ USD. Dự kiến hoàn thành toàn bộ dự án vào năm 2009 (dự án khí hoàn thành 2006, dự án điện hoàn thành 2008 và dự án đạm hoàn thành năm 2009). Dự án Khí - Điện - Đạm Cà Mau cùng với Dự án đường ống dẫn khí Lô B - Ô Môn đưa khí từ biển Tây đến Tổ hợp các nhà máy điện ở Ô Môn (Cần Thơ) (công suất Tổ hợp Ô Môn là 2600 MW) góp phần phát triển Đồng bằng Sông Cửu Long thành một trung tâm năng lượng của cả Việt Nam.
Đường ống dẫn khí PM3 Cà Mau là một phần của Dự án Khí-Điện-Đạm Cà Mau được Liên doanh Việt-Nga Vietsovpetro xây dựng, bao gồm 298 km đường ống dẫn khí ngoài biển nối từ mỏ Dầu -Khí PM3 thuộc vùng biển chồng lấn giữa Việt Nam và Malaisia và 206,114 Km đường ống dẫn khí trên bờ (bao gồm cả 03 trạm: Trạm tiếp bờ (LFS), cụm van ngắt tuyến (LBV) và Trạm phân phối khí (GDS). Dòng khí đầu tiên từ mỏ PM3 đã được đưa vào tới trạm GDS thuộc Khánh An, U Minh, Cà Mau vào lúc 12h54' ngày 2 tháng 5 năm 2007 để cung cấp cho Cụm Khí - Điện - Đạm Cà Mau, đây là một sự kiện có ý nghĩa vô cùng quan trọng đánh dấu ý nghĩa chiến lược phát triển kinh tế vùng cực Nam của Việt Nam.

## Phạm vi dự án
Cụm dự án này được Thủ tướng Chính phủ phê duyệt vào tháng 6/2001, trên diện tích hơn 200 ha tại xã Khánh An, huyện U Minh. Với tổng mức đầu tư hơn 2 tỉ USD, gồm các dự án: Đường ống dẫn khí PM3-CM, Nhà máy điện Cà Mau 1 và Cà Mau 2, Nhà máy đạm Cà Mau. 
Khu Khí - Điện - Đạm tỉnh Cà Mau nằm trên khu đất thuộc các ấp 3, 6, 7 và 8 của Khánh An, U Minh, cách trung tâm Thành phố Cà Mau khoảng 11 km.
Phạm vi lập quy hoạch chung gồm 108.208 ha, được xác định như sau:
- Phía Bắc giáp sông Cái Tàu
- Phía Nam giáp kênh Xáng Minh Hà
- Phía Đông giáp sông Ông Đốc
- Phía Tây giáp trại giam K1 Cái Tàu

## Đánh giá
Chủ tịch Quốc hội Nguyễn Thị Kim Ngân nhận định "Cụm Khí-Điện-Đạm Cà Mau là “hình mẫu” của Tập đoàn Dầu khí quốc gia". 